# Boeing B-17 Flying Fortress

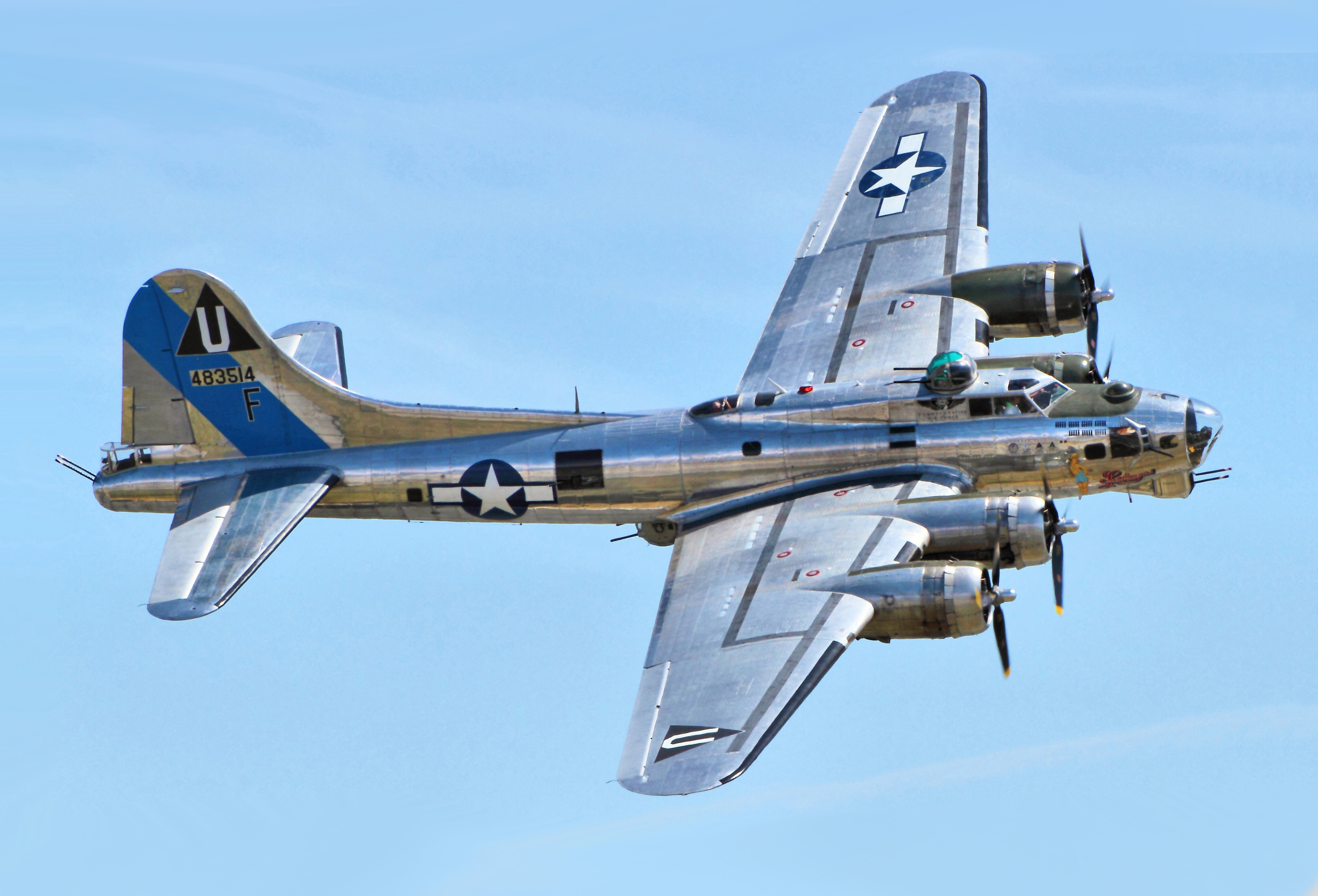
Um B-17 num show aéreo em 2014.

O B-17 Flying Fortress (Fortaleza Voadora) foi um avião bombardeiro quadrimotor construído pela Boeing, durante a Segunda Guerra Mundial, para as Forças Aéreas do Exército dos Estados Unidos.
Era uma aeronave potente, de grande raio de ação, capaz de provocar grande destruição em alvos inimigos e com grande capacidade de autodefesa. Sua capacidade de retornar de missões mesmo com sérios danos e sua durabilidade mesmo quando obrigado a pousos de barriga tornaram o avião mítico durante a guerra. Apesar de ter alcance e capacidade de carregamento de bombas menor que os B-24 Liberator usados pela Royal Air Force britânica, provocava grande satisfação e confiança nos aviadores das 8ª e 15ª Frotas Aéreas norte-americanas, responsáveis pelas missões de bombardeio da Alemanha.
Utilizado preliminarmente para o bombardeio de precisão estratégico diurno de alvos civis e industriais alemães, os B-17 também foram utilizados durante bombardeiros noturnos – especialidade da RAF – durante as etapas de preparação para a invasão da Normandia, nos primeiros meses de 1944, de maneira a assegurar a superioridade aérea sobre fábricas, cidades e campos de batalha do continente europeu. Também participou, em menor número, da Guerra do Pacífico.
Com um teto de voo maior que o de seus contemporâneos, os B-17 se estabeleceram como soberbas armas de guerra, lançando mais bombas que qualquer outra aeronave norte-americana da II Guerra Mundial; do 1,5 milhão de bombas lançadas sobre a Alemanha, 500 mil delas foram por estes aviões.
A Força Aérea Brasileira operou 13 aeronaves entre 1951 e 1968. Na FAB, o B-17 jamais operou como bombardeiro, mas em missões de reconhecimento, busca e salvamento e transporte.

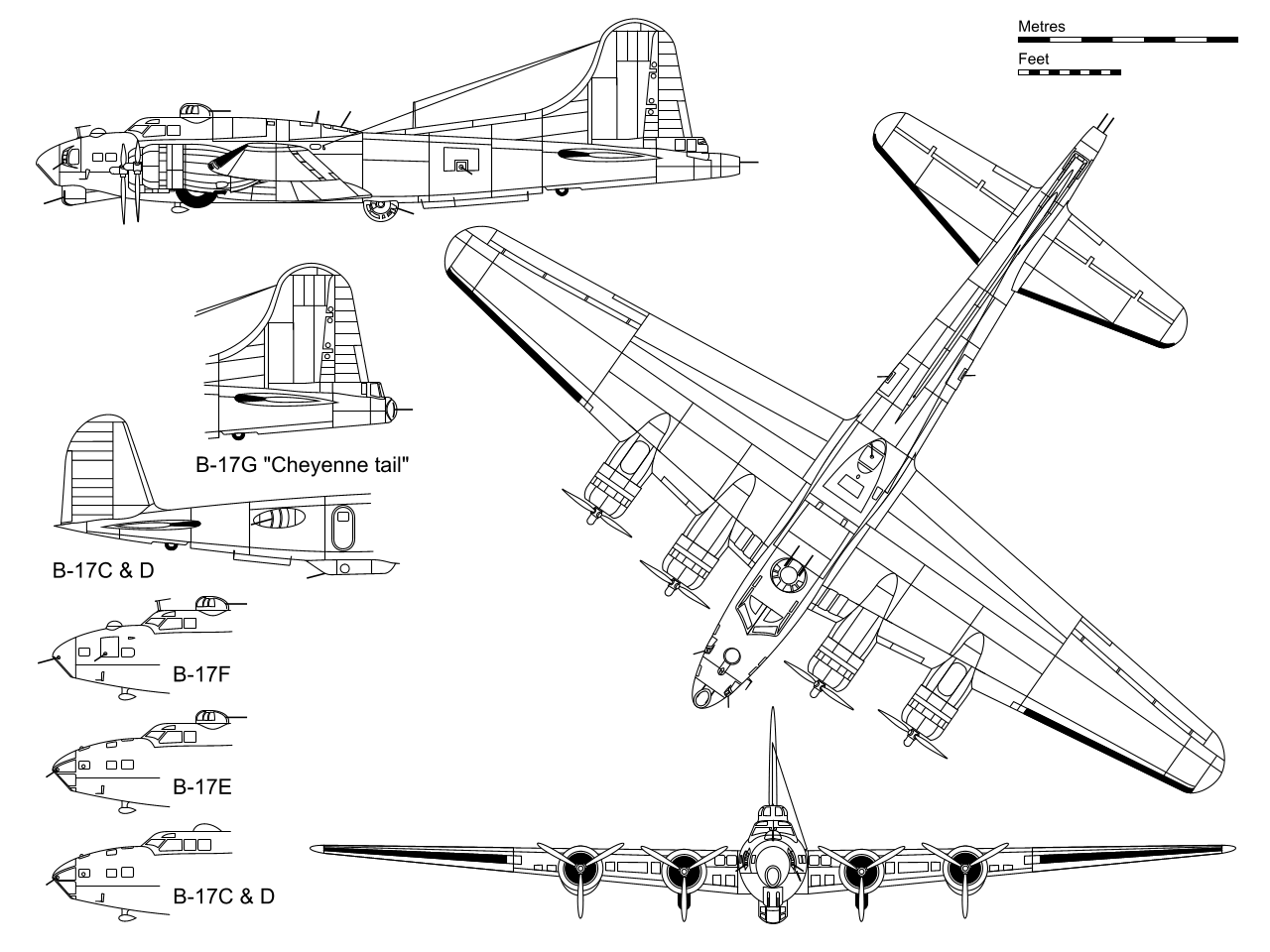
Projeção de detalhes de estrutura do B-17.

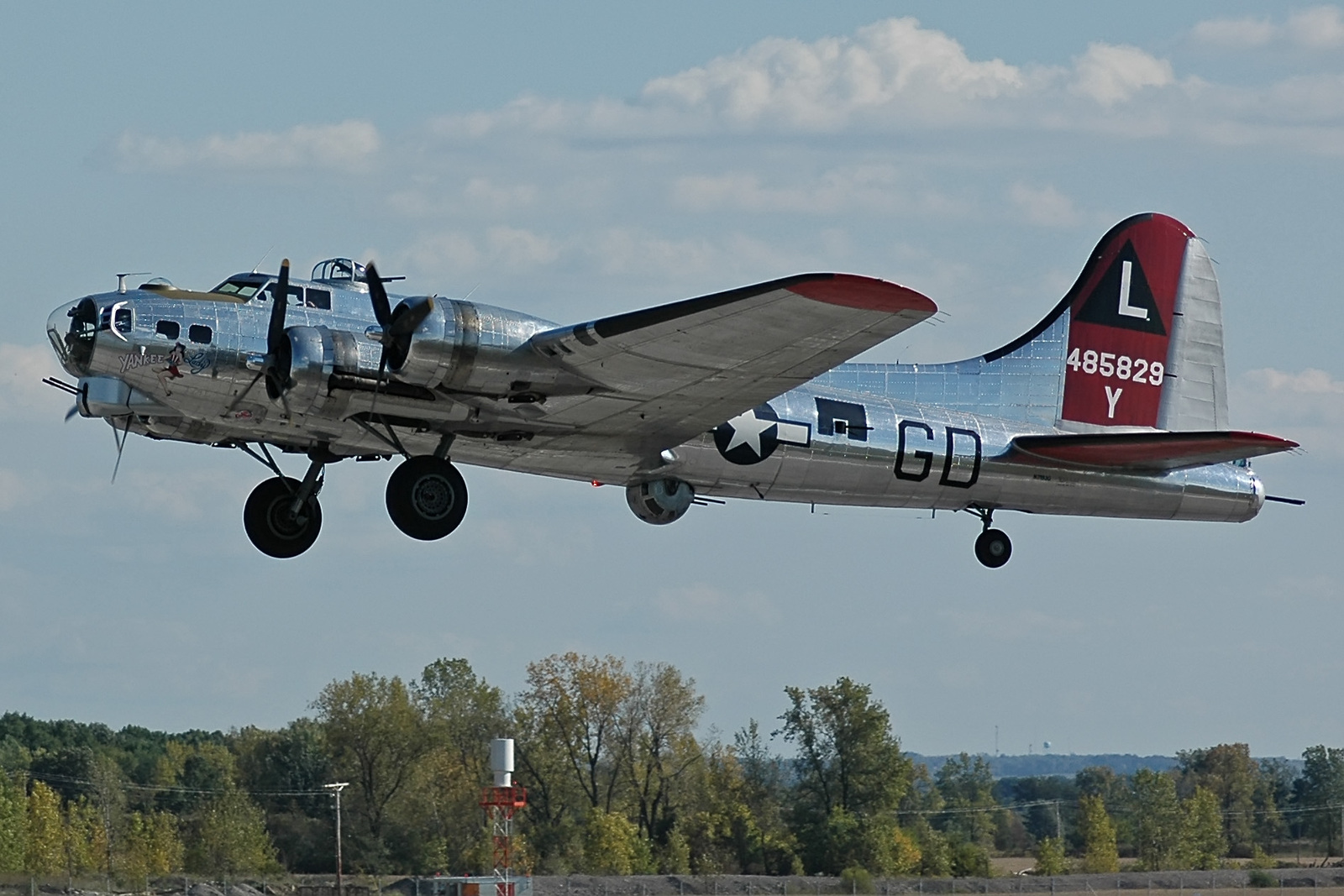
B-17 Yankee Lady (2007)

## Especificações (B-17G)
Dados de: The Encyclopedia of World Aircraft.
Descrições gerais
- Tripulação: 10 – piloto, copiloto, navegador, bombardeiro/artilheiro do nariz, artilheiro da torre dorsal, operador de radiotelégrafo, dois artilheiros laterais, artilheiro da torre redonda ventral e artilheiro de cauda.
- Capacidade: 7 800 kg (17 200 lb) – de sobrepeso; em missão de curto alcance 3 600 kg (7 940 lb); em missão de longo alcance 2 000 kg (4 410 lb)
- Comprimento: 22,66 m (74 ft)
- Envergadura: 31,62 m (100 ft)
- Altura: 5,82 m (19 ft)
- Área alar: 131,92 m² (1 420 ft²)
- Peso vazio: 16 391 kg (36 100 lb)
- Peso bruto (carregado): 24 500 kg (54 000 lb)
- Peso de decolagem: 29 700 kg (65 500 lb)

Motorização
- Número de motores: 4x
- Tipo do motor: Motor a pistão radial turbocharged
- Fabricante/modelo: Wright R-1820-97 "Ciclone"
- Potência por motor: 1 200 hp (895 kW)

Performance
- Velocidade máxima: 462 km/h (287 mph)
- Velocidade de cruzeiro (km/h): 293 km/h (182 mph)
- Velocidade total em Nó: 249,2 kn (462 km/h)
- Alcance bélico: 3 219 km (2 000 mi)
- Razão de subida: 4,6 m/s
- Tecto de serviço: 10 850 m (35 600 ft)

Armamentos
- Metralhadoras/canhões: 13× M2 Browning .50 de 12,7 mm (0,500 in) em 8 posições
- Bombas: 7 800 kg (17 200 lb) máximo de carga de bombas